# Бузулук (приток на Хопьор)
Бузулук (на руски: Бузулук) е река във Волгоградска област на Русия, ляв приток на Хопьор (ляв приток на Дон). Дължина 314 km. Площ на водосборния басейн 9510 km².
Река Бузулук води началото си от западните части на обширното Приволжко възвишение, на 210 m н.в., на 7 km североизточно от село Бузулук, в северната част на Волгоградска област. В горното течение тече в северозападна посока, а в средното и долното – в югозападна, в широка долина по крайната югоизточна част на Окско-Донската равнина. В горното си течение в отделни години през лятото пресъхва. В басейнът ѝ има над 600 малки езера. Влива се отляво в река Хопьор (ляв приток на Дон), при нейния 142 km, на 64 m н.в., на 2 km североизточно от станица Уст Бузулукская във Волгоградска област. Основни притоци: леви – Чорная (86 km), Карман (75 km); десни – Мачеха (44 km), Завязка (52 km), Кардаил (128 km), Паника (74 km). Има смесено подхранване с преобладаване на снежното с ясно изразено пролетно пълноводие през април и май. Среден годишен отток в долното течение 12,5 m³/s. Част от водите ѝ се използват за напояване. По бреговете на реката във Волгоградска област са разположени множество населени места, в т.ч. град Новооннински и районните центрове станица Преображенская и станица Алексеевская.